# قورس أسود الخطوط
قورس أسود الخطوط[بحاجة لمصدر] (الاسم العلمي: Coris pictoides) (بالإنجليزية: blackstripe wrasse)‏ هو نوع من الأسماك يتبع جنس القورس من الفصيلة اللبروسية.